# Marouette des Hawaï
Porzana sandwichensis
Espèce
Statut de conservation UICN

 EX  : Éteint
La Marouette des Hawaï ou Râle d'Hawaï (Zapornia sandwichensis, anciennement Porzana sandwichensis) est une espèce éteinte d'oiseaux qui vivaient sur l'île d'Hawaï et peut-être de Molokai. Elle n'est connue que d'os et de quelques spécimens. Elle a été dessinée par William Ellis (1747-1810), qui faisait partie du troisième voyage autour du monde du capitaine James Cook (1728-1779). Sa dernière capture date de 1864, sa dernière observation de 1884 ou 1893. Sa disparition est due à l'homme et à divers animaux (rats, chats, chiens, etc.) introduits dans son habitat.